# Villa approximata
Villa approximata är en tvåvingeart som först beskrevs av Enrico Adelelmo Brunetti 1917.  Villa approximata ingår i släktet Villa och familjen svävflugor. Inga underarter finns listade i Catalogue of Life.